# 顆粒球肉腫
顆粒球肉腫（かりゅうきゅうにくしゅ）とは髄外に発生した幼若な骨髄系細胞による腫瘤である。
腫瘤は急性骨髄性白血病(AML)や慢性骨髄性白血病(CML)、あるいは他の骨髄増殖性疾患(MPD)や骨髄異形成症候群(MDS)に先行あるいは合併する。
また、顆粒球肉腫は寛解したAMLの初めの再発所見となることもある。

## 発生部位
最も発生しやすいのは骨、リンパ節、皮膚である。

## 関連事項
- 白血球
- 肉腫
- 緑色腫